# Dendrobium tetragonum
Dendrobium tetragonum là một loài lan trong chi Lan hoàng thảo.